# Tomoceroidea
Tomoceroidea is een superfamilie van springstaarten en telt 199 beschreven soorten.

## Taxonomie
- Familie Oncopoduridae - Carl J & Lebedinsky J, 1905:565
- Familie Tomoceridae - Schäffer, 1896